# Flandern Rundt for kvinder 2019
Den 16. udgave af Flandern Rundt for kvinder blev afholdt den 7. april 2019. Det var det sjette løb i UCI Women's World Tour 2019. Løbet blev vundet af italienske Marta Bastianelli fra Team Virtu Cycling Women, mens danske Cecilie Uttrup Ludwig kom ind på tredjepladsen.

## Hold og ryttere
| UCI Women's Teams (24)- Alé Cipollini - Aromitalia Vaiano - Astana Women's - BePink - Bigla - Boels Dolmans - BTC City Ljubljana - Canyon-SRAM Racing - CCC-Liv - Doltcini-Van Eyck Sport - FDJ-Nouvelle Aquitaine-Futuroscope - Health Mate-Ladies Team - Hitec Products - Lotto Soudal Ladies - Mitchelton-Scott - Movistar Team - Parkhotel Valkenburg-Destil - Servetto-Piumate-Beltrami TSA - Sunweb Women - Tibco-Silicon Valley Bank - Trek-Segafredo - Valcar Cylance - Virtu Cycling Women - WNT-Rotor Pro Cycling |
| |

### Danske ryttere
- Amalie Dideriksen kørte for Boels-Dolmans
- Christina Siggaard kørte for Team Virtu Cycling Women
- Cecilie Uttrup Ludwig kørte for Bigla Pro Cycling
- Julie Leth kørte for Bigla Pro Cycling

## Resultater
| \| Samlede stilling \| Samlede stilling \| Samlede stilling \| Samlede stilling \| Samlede stilling \| \| Rytter \| Rytter \| Hold \| Tid \| \| \| ---------------- \| --------------------- \| ------------------------- \| ---------------- \| ---------------- \| \| 1. \| Marta Bastianelli \| Virtu Cycling Women \| 4t 16' 50" \| \| \| 2. \| Annemiek van Vleuten \| Mitchelton-Scott \| + 0" \| \| \| 3. \| Cecilie Uttrup Ludwig \| Bigla \| + 0" \| \| \| 4. \| Sofia Bertizzolo \| Virtu Cycling Women \| + 7" \| \| \| 5. \| Ellen van Dijk \| Trek-Segafredo \| + 7" \| \| \| 6. \| Katarzyna Niewiadoma \| Canyon-SRAM Racing \| + 7" \| \| \| 7. \| Chantal Blaak \| Boels Dolmans \| + 10" \| \| \| 8. \| Lisa Brennauer \| WNT-Rotor Pro Cycling \| + 55" \| \| \| 9. \| Lucinda Brand \| Sunweb \| + 55" \| \| \| 10. \| Amy Pieters \| Boels Dolmans \| + 55" \| \| \| 11. \| Marta Cavalli \| Valcar Cylance \| + 55" \| \| \| 12. \| Soraya Paladin \| Alé Cipollini \| + 55" \| \| \| 13. \| Gracie Elvin \| Mitchelton-Scott \| + 55" \| \| \| 14. \| Lisa Klein \| Canyon-SRAM Racing \| + 55" \| \| \| 15. \| Alison Jackson \| Tibco-Silicon Valley Bank \| + 55" \| \| |                       |                           |            |
| |                       |                           |            |
| Kilde: ProCyclingStats |                       |                           |            |
| Samlede stilling |                       |                           |            |
| Rytter | Rytter                | Hold                      | Tid        |
| 1. | Marta Bastianelli     | Virtu Cycling Women       | 4t 16' 50" |
| 2. | Annemiek van Vleuten  | Mitchelton-Scott          | + 0"       |
| 3. | Cecilie Uttrup Ludwig | Bigla                     | + 0"       |
| 4. | Sofia Bertizzolo      | Virtu Cycling Women       | + 7"       |
| 5. | Ellen van Dijk        | Trek-Segafredo            | + 7"       |
| 6. | Katarzyna Niewiadoma  | Canyon-SRAM Racing        | + 7"       |
| 7. | Chantal Blaak         | Boels Dolmans             | + 10"      |
| 8. | Lisa Brennauer        | WNT-Rotor Pro Cycling     | + 55"      |
| 9. | Lucinda Brand         | Sunweb                    | + 55"      |
| 10. | Amy Pieters           | Boels Dolmans             | + 55"      |
| 11. | Marta Cavalli         | Valcar Cylance            | + 55"      |
| 12. | Soraya Paladin        | Alé Cipollini             | + 55"      |
| 13. | Gracie Elvin          | Mitchelton-Scott          | + 55"      |
| 14. | Lisa Klein            | Canyon-SRAM Racing        | + 55"      |
| 15. | Alison Jackson        | Tibco-Silicon Valley Bank | + 55"      |

## Startliste
| Boels Dolmans DLT | Boels Dolmans DLT                  | Boels Dolmans DLT |
| ----------------- | ---------------------------------- | ----------------- |
| Nr.               | Rytter                             | Placering         |
| 1                 | Chantal Blaak (NED) (landevej)     | 7.                |
| 2                 | Jolien D'Hoore (BEL)               | 41.               |
| 3                 | Amalie Dideriksen (DEN) (landevej) | 61.               |
| 4                 | Jip van den Bos (NED)              | DNF               |
| 5                 | Amy Pieters (NED)                  | 10.               |
| 6                 | Christine Majerus (LUX) (landevej) | 60.               |

| Mitchelton-Scott MTS | Mitchelton-Scott MTS       | Mitchelton-Scott MTS |
| -------------------- | -------------------------- | -------------------- |
| Nr.                  | Rytter                     | Placering            |
| 11                   | Annemiek van Vleuten (NED) | 2.                   |
| 12                   | Sarah Roy (AUS)            | 33.                  |
| 13                   | Amanda Spratt (AUS)        | 20.                  |
| 14                   | Gracie Elvin (AUS)         | 13.                  |
| 15                   | Moniek Tenniglo (NED)      | DNF                  |
| 16                   | Jessica Allen (AUS)        | DNF                  |

| CCC-Liv CCC | CCC-Liv CCC                             | CCC-Liv CCC |
| ----------- | --------------------------------------- | ----------- |
| Nr.         | Rytter                                  | Placering   |
| 21          | Marianne Vos (NED)                      | 22.         |
| 22          | Riejanne Markus (NED)                   | 87.         |
| 23          | Evy Kuijpers (NED)                      | 40.         |
| 24          | Ashleigh Moolman-Pasio (RSA) (landevej) | 59.         |
| 25          | Jeanne Korevaar (NED)                   | 31.         |
| 26          | Valerie Demey (BEL)                     | 63.         |

| Trek-Segafredo TFS | Trek-Segafredo TFS             | Trek-Segafredo TFS |
| ------------------ | ------------------------------ | ------------------ |
| Nr.                | Rytter                         | Placering          |
| 31                 | Audrey Cordon-Ragot (FRA)      | DNF                |
| 32                 | Lotta Lepistö (FIN) (landevej) | DNF                |
| 33                 | Elisa Longo Borghini (ITA)     | 17.                |
| 34                 | Ellen van Dijk (NED)           | 5.                 |
| 35                 | Ruth Winder (USA)              | 29.                |
| 36                 | Trixi Worrack (GER)            | DNF                |

| Sunweb SUN | Sunweb SUN                     | Sunweb SUN |
| ---------- | ------------------------------ | ---------- |
| Nr.        | Rytter                         | Placering  |
| 41         | Lucinda Brand (NED)            | 9.         |
| 42         | Julia Soek (NED)               | DNF        |
| 43         | Leah Kirchmann (CAN)           | 30.        |
| 44         | Liane Lippert (GER) (landevej) | 65.        |
| 45         | Floortje Mackaij (NED)         | 19.        |
| 46         | Coryn Rivera (USA) (landevej)  | DNF        |

| Canyon-SRAM Racing CSR | Canyon-SRAM Racing CSR            | Canyon-SRAM Racing CSR |
| ---------------------- | --------------------------------- | ---------------------- |
| Nr.                    | Rytter                            | Placering              |
| 51                     | Alena Amjaljusik (BLR) (landevej) | DNF                    |
| 52                     | Elena Cecchini (ITA)              | 21.                    |
| 53                     | Lisa Klein (GER)                  | 14.                    |
| 54                     | Katarzyna Niewiadoma (POL)        | 6.                     |
| 55                     | Alexis Ryan (USA)                 | DNF                    |
| 56                     | Tiffany Cromwell (AUS)            | 64.                    |

| WNT-Rotor Pro Cycling WNT | WNT-Rotor Pro Cycling WNT | WNT-Rotor Pro Cycling WNT |
| ------------------------- | ------------------------- | ------------------------- |
| Nr.                       | Rytter                    | Placering                 |
| 61                        | Kirsten Wild (NED)        | 45.                       |
| 62                        | Lisa Brennauer (GER)      | 8.                        |
| 63                        | Ane Santesteban (ESP)     | 58.                       |
| 64                        | Lara Vieceli (ITA)        | 57.                       |
| 65                        | Erica Magnaldi (ITA)      | 28.                       |
| 66                        | Sarah Rijkes (AUT)        | 56.                       |

| Virtu Cycling Women TVC | Virtu Cycling Women TVC            | Virtu Cycling Women TVC |
| ----------------------- | ---------------------------------- | ----------------------- |
| Nr.                     | Rytter                             | Placering               |
| 71                      | Marta Bastianelli (ITA) (landevej) | 1.                      |
| 72                      | Barbara Guarischi (ITA)            | 96.                     |
| 73                      | Anouska Koster (NED)               | 24.                     |
| 74                      | Christina Siggaard (DEN)           | DNF                     |
| 75                      | Katarzyna Pawłowska (POL)          | DNF                     |
| 76                      | Sofia Bertizzolo (ITA)             | 4.                      |

| Valcar Cylance VAL | Valcar Cylance VAL              | Valcar Cylance VAL |
| ------------------ | ------------------------------- | ------------------ |
| Nr.                | Rytter                          | Placering          |
| 81                 | Elisa Balsamo (ITA)             | DNF                |
| 82                 | Marta Cavalli (ITA) (landevej)  | 11.                |
| 83                 | Maria Giulia Confalonieri (ITA) | 26.                |
| 84                 | Vittoria Guazzini (ITA)         | 76.                |
| 85                 | Silvia Persico (ITA)            | 66.                |
| 86                 | Ilaria Sanguineti (ITA)         | DNF                |

| Movistar Team MOV | Movistar Team MOV             | Movistar Team MOV |
| ----------------- | ----------------------------- | ----------------- |
| Nr.               | Rytter                        | Placering         |
| 91                | Aude Biannic (FRA) (landevej) | 67.               |
| 92                | Alicia González Blanco (ESP)  | 85.               |
| 93                | Sheyla Gutiérrez (ESP)        | 99.               |
| 94                | Roxane Fournier (FRA)         | DNF               |
| 95                | Alba Teruel Ribes (ESP)       | 100.              |
| 96                | Gloria Rodríguez (ESP)        | 98.               |

| Tibco-Silicon Valley Bank TIB | Tibco-Silicon Valley Bank TIB | Tibco-Silicon Valley Bank TIB |
| ----------------------------- | ----------------------------- | ----------------------------- |
| Nr.                           | Rytter                        | Placering                     |
| 101                           | Nina Kessler (NED)            | DNF                           |
| 102                           | Alison Jackson (CAN)          | 15.                           |
| 103                           | Brodie Chapman (AUS)          | 35.                           |
| 104                           | Rozanne Slik (NED)            | 92.                           |
| 105                           | Lauren Stephens (USA)         | 93.                           |

| Parkhotel Valkenburg PHV | Parkhotel Valkenburg PHV | Parkhotel Valkenburg PHV |
| ------------------------ | ------------------------ | ------------------------ |
| Nr.                      | Rytter                   | Placering                |
| 111                      | Sofie De Vuyst (BEL)     | 16.                      |
| 112                      | Esther van Veen (NED)    | 90.                      |
| 113                      | Belle De Gast (NED)      | 69.                      |
| 114                      | Roxane Knetemann (NED)   | 42.                      |
| 115                      | Marit Raaijmakers (NED)  | 83.                      |
| 116                      | Nina Buysman (NED)       | 89.                      |

| Alé Cipollini ALE | Alé Cipollini ALE             | Alé Cipollini ALE |
| ----------------- | ----------------------------- | ----------------- |
| Nr.               | Rytter                        | Placering         |
| 121               | Chloe Hosking (AUS)           | 43.               |
| 122               | Soraya Paladin (ITA)          | 12.               |
| 123               | Diana Peñuela (COL)           | 72.               |
| 124               | Eri Yonamine (JPN) (landevej) | 38.               |
| 125               | Nadia Quagliotto (ITA)        | DNF               |
| 126               | Romy Kasper (GER)             | 39.               |

| FDJ-Nouvelle Aquitaine-Futuroscope FDJ | FDJ-Nouvelle Aquitaine-Futuroscope FDJ | FDJ-Nouvelle Aquitaine-Futuroscope FDJ |
| -------------------------------------- | -------------------------------------- | -------------------------------------- |
| Nr.                                    | Rytter                                 | Placering                              |
| 131                                    | Emilia Fahlin (SWE) (landevej)         | 23.                                    |
| 132                                    | Charlotte Becker (GER)                 | 94.                                    |
| 133                                    | Eugénie Duval (FRA)                    | 44.                                    |
| 134                                    | Maëlle Grossetête (FRA)                | 91.                                    |
| 135                                    | Shara Gillow (AUS)                     | 51.                                    |
| 136                                    | Lauren Kitchen (AUS)                   | 95.                                    |

| Bigla BIG | Bigla BIG                     | Bigla BIG |
| --------- | ----------------------------- | --------- |
| Nr.       | Rytter                        | Placering |
| 141       | Cecilie Uttrup Ludwig (DEN)   | 3.        |
| 142       | Mikayla Harvey (NZL)          | DNF       |
| 143       | Julie Leth (DEN)              | 37.       |
| 144       | Maria Vittoria Sperotto (ITA) | 74.       |
| 145       | Leah Thomas (USA)             | 47.       |
| 146       | Martina Alzini (ITA)          | DNF       |

| BTC City Ljubljana BTC | BTC City Ljubljana BTC   | BTC City Ljubljana BTC |
| ---------------------- | ------------------------ | ---------------------- |
| Nr.                    | Rytter                   | Placering              |
| 151                    | Urša Pintar (SLO)        | 54.                    |
| 152                    | Mia Radotić (CRO)        | DNF                    |
| 153                    | Hanna Nilsson (SWE)      | 48.                    |
| 154                    | Anastasia Chursina (RUS) | 46.                    |
| 155                    | Anja Longyka (SLO)       | 88.                    |
| 156                    | Maaike Boogaard (NED)    | DNF                    |

| Astana Women's Team ASA | Astana Women's Team ASA         | Astana Women's Team ASA |
| ----------------------- | ------------------------------- | ----------------------- |
| Nr.                     | Rytter                          | Placering               |
| 161                     | Marie-Soleil Blais (CAN)        | DNF                     |
| 162                     | Elena Pirrone (ITA)             | 68.                     |
| 163                     | Faina Potapova (KAZ)            | DNF                     |
| 164                     | Makhabbat Umutzhanova (KAZ)     | DNF                     |
| 165                     | Lizbeth Salazar (MEX)           | 77.                     |
| 166                     | Arlenis Sierra (CUB) (landevej) | 34.                     |

| Lotto Soudal Ladies LSL | Lotto Soudal Ladies LSL       | Lotto Soudal Ladies LSL |
| ----------------------- | ----------------------------- | ----------------------- |
| Nr.                     | Rytter                        | Placering               |
| 171                     | Annelies Dom (BEL) (landevej) | 80.                     |
| 172                     | Lotte Kopecky (BEL)           | 32.                     |
| 173                     | Demi de Jong (NED)            | 53.                     |
| 174                     | Julie Van de Velde (BEL)      | 27.                     |
| 175                     | Kelly Van den Steen (BEL)     | 49.                     |
| 176                     | Dani Christmas (GBR)          | 73.                     |

| Doltcini-Van Eyck Sport DVE | Doltcini-Van Eyck Sport DVE     | Doltcini-Van Eyck Sport DVE |
| --------------------------- | ------------------------------- | --------------------------- |
| Nr.                         | Rytter                          | Placering                   |
| 181                         | Pascale Jeuland-Tranchant (FRA) | 78.                         |
| 182                         | Daniela Reis (POR) (landevej)   | 55.                         |
| 183                         | Jesse Vandenbulcke (BEL)        | 52.                         |
| 184                         | Bryony van Velzen (NED)         | 70.                         |
| 185                         | Séverine Eraud (FRA)            | 50.                         |
| 186                         | Saartje Vandenbroucke (BEL)     | 81.                         |

| Aromitalia Vaiano VAI | Aromitalia Vaiano VAI           | Aromitalia Vaiano VAI |
| --------------------- | ------------------------------- | --------------------- |
| Nr.                   | Rytter                          | Placering             |
| 191                   | Rasa Leleivytė (LTU) (landevej) | 25.                   |
| 192                   | Carmela Cipriani (ITA)          | 79.                   |
| 193                   | Giulia Marchesini (ITA)         | DNF                   |
| 194                   | Letizia Borghesi (ITA)          | DNF                   |
| 195                   | Michela Balducci (ITA)          | DNF                   |
| 196                   | Sofia Beggin (ITA)              | 84.                   |

| Health Mate-Ladies Team HMT | Health Mate-Ladies Team HMT   | Health Mate-Ladies Team HMT |
| --------------------------- | ----------------------------- | --------------------------- |
| Nr.                         | Rytter                        | Placering                   |
| 201                         | Kathrin Schweinberger (AUT)   | 71.                         |
| 202                         | Christina Schweinberger (AUT) | DNF                         |
| 203                         | Kirstie van Haaften (NED)     | DNF                         |
| 204                         | Sara Mustonen (SWE)           | 97.                         |
| 205                         | Kylie Waterreus (NED)         | 75.                         |
| 206                         | Fien Delbaere (BEL)           | DNF                         |

| Servetto-Piumate-Beltrami TSA SER | Servetto-Piumate-Beltrami TSA SER | Servetto-Piumate-Beltrami TSA SER |
| --------------------------------- | --------------------------------- | --------------------------------- |
| Nr.                               | Rytter                            | Placering                         |
| 211                               | Kseniya Dobrynina (RUS)           | DNF                               |
| 212                               | Francesca Balducci (ITA)          | DNF                               |
| 213                               | Mónika Király (HUN)               | DNF                               |
| 214                               | Anna Potokina (RUS)               | 86.                               |
| 215                               | Aleksandra Goncharova (RUS)       | DNF                               |

| Bepink BPK | Bepink BPK              | Bepink BPK |
| ---------- | ----------------------- | ---------- |
| Nr.        | Rytter                  | Placering  |
| 221        | Tatiana Guderzo (ITA)   | 36.        |
| 222        | Silvia Valsecchi (ITA)  | DNF        |
| 223        | Francesca Pattaro (ITA) | DNF        |
| 224        | Nicole Steigenga (NED)  | DNF        |
| 225        | Katia Ragusa (ITA)      | 62.        |
| 226        | Chiara Perini (ITA)     | DNF        |

| Hitec Products-Birk Sport HPU | Hitec Products-Birk Sport HPU  | Hitec Products-Birk Sport HPU |
| ----------------------------- | ------------------------------ | ----------------------------- |
| Nr.                           | Rytter                         | Placering                     |
| 231                           | Pernille Larsen Feldmann (NOR) | DNF                           |
| 232                           | Vita Heine (NOR) (landevej)    | 18.                           |
| 233                           | Ingrid Lorvik (NOR)            | 82.                           |
| 234                           | Julie Meyer Solvang (NOR)      | DNF                           |
| 235                           | Chanella Stougje (NED)         | DNF                           |
| 236                           | Marta Tagliaferro (ITA)        | DNF                           |

| Boels Dolmans DLT | Boels Dolmans DLT                  | Boels Dolmans DLT |
| ----------------- | ---------------------------------- | ----------------- |
| Nr.               | Rytter                             | Placering         |
| 1                 | Chantal Blaak (NED) (landevej)     | 7.                |
| 2                 | Jolien D'Hoore (BEL)               | 41.               |
| 3                 | Amalie Dideriksen (DEN) (landevej) | 61.               |
| 4                 | Jip van den Bos (NED)              | DNF               |
| 5                 | Amy Pieters (NED)                  | 10.               |
| 6                 | Christine Majerus (LUX) (landevej) | 60.               |

| Mitchelton-Scott MTS | Mitchelton-Scott MTS       | Mitchelton-Scott MTS |
| -------------------- | -------------------------- | -------------------- |
| Nr.                  | Rytter                     | Placering            |
| 11                   | Annemiek van Vleuten (NED) | 2.                   |
| 12                   | Sarah Roy (AUS)            | 33.                  |
| 13                   | Amanda Spratt (AUS)        | 20.                  |
| 14                   | Gracie Elvin (AUS)         | 13.                  |
| 15                   | Moniek Tenniglo (NED)      | DNF                  |
| 16                   | Jessica Allen (AUS)        | DNF                  |

| CCC-Liv CCC | CCC-Liv CCC                             | CCC-Liv CCC |
| ----------- | --------------------------------------- | ----------- |
| Nr.         | Rytter                                  | Placering   |
| 21          | Marianne Vos (NED)                      | 22.         |
| 22          | Riejanne Markus (NED)                   | 87.         |
| 23          | Evy Kuijpers (NED)                      | 40.         |
| 24          | Ashleigh Moolman-Pasio (RSA) (landevej) | 59.         |
| 25          | Jeanne Korevaar (NED)                   | 31.         |
| 26          | Valerie Demey (BEL)                     | 63.         |

| Trek-Segafredo TFS | Trek-Segafredo TFS             | Trek-Segafredo TFS |
| ------------------ | ------------------------------ | ------------------ |
| Nr.                | Rytter                         | Placering          |
| 31                 | Audrey Cordon-Ragot (FRA)      | DNF                |
| 32                 | Lotta Lepistö (FIN) (landevej) | DNF                |
| 33                 | Elisa Longo Borghini (ITA)     | 17.                |
| 34                 | Ellen van Dijk (NED)           | 5.                 |
| 35                 | Ruth Winder (USA)              | 29.                |
| 36                 | Trixi Worrack (GER)            | DNF                |

| Sunweb SUN | Sunweb SUN                     | Sunweb SUN |
| ---------- | ------------------------------ | ---------- |
| Nr.        | Rytter                         | Placering  |
| 41         | Lucinda Brand (NED)            | 9.         |
| 42         | Julia Soek (NED)               | DNF        |
| 43         | Leah Kirchmann (CAN)           | 30.        |
| 44         | Liane Lippert (GER) (landevej) | 65.        |
| 45         | Floortje Mackaij (NED)         | 19.        |
| 46         | Coryn Rivera (USA) (landevej)  | DNF        |

| Canyon-SRAM Racing CSR | Canyon-SRAM Racing CSR            | Canyon-SRAM Racing CSR |
| ---------------------- | --------------------------------- | ---------------------- |
| Nr.                    | Rytter                            | Placering              |
| 51                     | Alena Amjaljusik (BLR) (landevej) | DNF                    |
| 52                     | Elena Cecchini (ITA)              | 21.                    |
| 53                     | Lisa Klein (GER)                  | 14.                    |
| 54                     | Katarzyna Niewiadoma (POL)        | 6.                     |
| 55                     | Alexis Ryan (USA)                 | DNF                    |
| 56                     | Tiffany Cromwell (AUS)            | 64.                    |

| WNT-Rotor Pro Cycling WNT | WNT-Rotor Pro Cycling WNT | WNT-Rotor Pro Cycling WNT |
| ------------------------- | ------------------------- | ------------------------- |
| Nr.                       | Rytter                    | Placering                 |
| 61                        | Kirsten Wild (NED)        | 45.                       |
| 62                        | Lisa Brennauer (GER)      | 8.                        |
| 63                        | Ane Santesteban (ESP)     | 58.                       |
| 64                        | Lara Vieceli (ITA)        | 57.                       |
| 65                        | Erica Magnaldi (ITA)      | 28.                       |
| 66                        | Sarah Rijkes (AUT)        | 56.                       |

| Virtu Cycling Women TVC | Virtu Cycling Women TVC            | Virtu Cycling Women TVC |
| ----------------------- | ---------------------------------- | ----------------------- |
| Nr.                     | Rytter                             | Placering               |
| 71                      | Marta Bastianelli (ITA) (landevej) | 1.                      |
| 72                      | Barbara Guarischi (ITA)            | 96.                     |
| 73                      | Anouska Koster (NED)               | 24.                     |
| 74                      | Christina Siggaard (DEN)           | DNF                     |
| 75                      | Katarzyna Pawłowska (POL)          | DNF                     |
| 76                      | Sofia Bertizzolo (ITA)             | 4.                      |

| Valcar Cylance VAL | Valcar Cylance VAL              | Valcar Cylance VAL |
| ------------------ | ------------------------------- | ------------------ |
| Nr.                | Rytter                          | Placering          |
| 81                 | Elisa Balsamo (ITA)             | DNF                |
| 82                 | Marta Cavalli (ITA) (landevej)  | 11.                |
| 83                 | Maria Giulia Confalonieri (ITA) | 26.                |
| 84                 | Vittoria Guazzini (ITA)         | 76.                |
| 85                 | Silvia Persico (ITA)            | 66.                |
| 86                 | Ilaria Sanguineti (ITA)         | DNF                |

| Movistar Team MOV | Movistar Team MOV             | Movistar Team MOV |
| ----------------- | ----------------------------- | ----------------- |
| Nr.               | Rytter                        | Placering         |
| 91                | Aude Biannic (FRA) (landevej) | 67.               |
| 92                | Alicia González Blanco (ESP)  | 85.               |
| 93                | Sheyla Gutiérrez (ESP)        | 99.               |
| 94                | Roxane Fournier (FRA)         | DNF               |
| 95                | Alba Teruel Ribes (ESP)       | 100.              |
| 96                | Gloria Rodríguez (ESP)        | 98.               |

| Tibco-Silicon Valley Bank TIB | Tibco-Silicon Valley Bank TIB | Tibco-Silicon Valley Bank TIB |
| ----------------------------- | ----------------------------- | ----------------------------- |
| Nr.                           | Rytter                        | Placering                     |
| 101                           | Nina Kessler (NED)            | DNF                           |
| 102                           | Alison Jackson (CAN)          | 15.                           |
| 103                           | Brodie Chapman (AUS)          | 35.                           |
| 104                           | Rozanne Slik (NED)            | 92.                           |
| 105                           | Lauren Stephens (USA)         | 93.                           |

| Parkhotel Valkenburg PHV | Parkhotel Valkenburg PHV | Parkhotel Valkenburg PHV |
| ------------------------ | ------------------------ | ------------------------ |
| Nr.                      | Rytter                   | Placering                |
| 111                      | Sofie De Vuyst (BEL)     | 16.                      |
| 112                      | Esther van Veen (NED)    | 90.                      |
| 113                      | Belle De Gast (NED)      | 69.                      |
| 114                      | Roxane Knetemann (NED)   | 42.                      |
| 115                      | Marit Raaijmakers (NED)  | 83.                      |
| 116                      | Nina Buysman (NED)       | 89.                      |

| Alé Cipollini ALE | Alé Cipollini ALE             | Alé Cipollini ALE |
| ----------------- | ----------------------------- | ----------------- |
| Nr.               | Rytter                        | Placering         |
| 121               | Chloe Hosking (AUS)           | 43.               |
| 122               | Soraya Paladin (ITA)          | 12.               |
| 123               | Diana Peñuela (COL)           | 72.               |
| 124               | Eri Yonamine (JPN) (landevej) | 38.               |
| 125               | Nadia Quagliotto (ITA)        | DNF               |
| 126               | Romy Kasper (GER)             | 39.               |

| FDJ-Nouvelle Aquitaine-Futuroscope FDJ | FDJ-Nouvelle Aquitaine-Futuroscope FDJ | FDJ-Nouvelle Aquitaine-Futuroscope FDJ |
| -------------------------------------- | -------------------------------------- | -------------------------------------- |
| Nr.                                    | Rytter                                 | Placering                              |
| 131                                    | Emilia Fahlin (SWE) (landevej)         | 23.                                    |
| 132                                    | Charlotte Becker (GER)                 | 94.                                    |
| 133                                    | Eugénie Duval (FRA)                    | 44.                                    |
| 134                                    | Maëlle Grossetête (FRA)                | 91.                                    |
| 135                                    | Shara Gillow (AUS)                     | 51.                                    |
| 136                                    | Lauren Kitchen (AUS)                   | 95.                                    |

| Bigla BIG | Bigla BIG                     | Bigla BIG |
| --------- | ----------------------------- | --------- |
| Nr.       | Rytter                        | Placering |
| 141       | Cecilie Uttrup Ludwig (DEN)   | 3.        |
| 142       | Mikayla Harvey (NZL)          | DNF       |
| 143       | Julie Leth (DEN)              | 37.       |
| 144       | Maria Vittoria Sperotto (ITA) | 74.       |
| 145       | Leah Thomas (USA)             | 47.       |
| 146       | Martina Alzini (ITA)          | DNF       |

| BTC City Ljubljana BTC | BTC City Ljubljana BTC   | BTC City Ljubljana BTC |
| ---------------------- | ------------------------ | ---------------------- |
| Nr.                    | Rytter                   | Placering              |
| 151                    | Urša Pintar (SLO)        | 54.                    |
| 152                    | Mia Radotić (CRO)        | DNF                    |
| 153                    | Hanna Nilsson (SWE)      | 48.                    |
| 154                    | Anastasia Chursina (RUS) | 46.                    |
| 155                    | Anja Longyka (SLO)       | 88.                    |
| 156                    | Maaike Boogaard (NED)    | DNF                    |

| Astana Women's Team ASA | Astana Women's Team ASA         | Astana Women's Team ASA |
| ----------------------- | ------------------------------- | ----------------------- |
| Nr.                     | Rytter                          | Placering               |
| 161                     | Marie-Soleil Blais (CAN)        | DNF                     |
| 162                     | Elena Pirrone (ITA)             | 68.                     |
| 163                     | Faina Potapova (KAZ)            | DNF                     |
| 164                     | Makhabbat Umutzhanova (KAZ)     | DNF                     |
| 165                     | Lizbeth Salazar (MEX)           | 77.                     |
| 166                     | Arlenis Sierra (CUB) (landevej) | 34.                     |

| Lotto Soudal Ladies LSL | Lotto Soudal Ladies LSL       | Lotto Soudal Ladies LSL |
| ----------------------- | ----------------------------- | ----------------------- |
| Nr.                     | Rytter                        | Placering               |
| 171                     | Annelies Dom (BEL) (landevej) | 80.                     |
| 172                     | Lotte Kopecky (BEL)           | 32.                     |
| 173                     | Demi de Jong (NED)            | 53.                     |
| 174                     | Julie Van de Velde (BEL)      | 27.                     |
| 175                     | Kelly Van den Steen (BEL)     | 49.                     |
| 176                     | Dani Christmas (GBR)          | 73.                     |

| Doltcini-Van Eyck Sport DVE | Doltcini-Van Eyck Sport DVE     | Doltcini-Van Eyck Sport DVE |
| --------------------------- | ------------------------------- | --------------------------- |
| Nr.                         | Rytter                          | Placering                   |
| 181                         | Pascale Jeuland-Tranchant (FRA) | 78.                         |
| 182                         | Daniela Reis (POR) (landevej)   | 55.                         |
| 183                         | Jesse Vandenbulcke (BEL)        | 52.                         |
| 184                         | Bryony van Velzen (NED)         | 70.                         |
| 185                         | Séverine Eraud (FRA)            | 50.                         |
| 186                         | Saartje Vandenbroucke (BEL)     | 81.                         |

| Aromitalia Vaiano VAI | Aromitalia Vaiano VAI           | Aromitalia Vaiano VAI |
| --------------------- | ------------------------------- | --------------------- |
| Nr.                   | Rytter                          | Placering             |
| 191                   | Rasa Leleivytė (LTU) (landevej) | 25.                   |
| 192                   | Carmela Cipriani (ITA)          | 79.                   |
| 193                   | Giulia Marchesini (ITA)         | DNF                   |
| 194                   | Letizia Borghesi (ITA)          | DNF                   |
| 195                   | Michela Balducci (ITA)          | DNF                   |
| 196                   | Sofia Beggin (ITA)              | 84.                   |

| Health Mate-Ladies Team HMT | Health Mate-Ladies Team HMT   | Health Mate-Ladies Team HMT |
| --------------------------- | ----------------------------- | --------------------------- |
| Nr.                         | Rytter                        | Placering                   |
| 201                         | Kathrin Schweinberger (AUT)   | 71.                         |
| 202                         | Christina Schweinberger (AUT) | DNF                         |
| 203                         | Kirstie van Haaften (NED)     | DNF                         |
| 204                         | Sara Mustonen (SWE)           | 97.                         |
| 205                         | Kylie Waterreus (NED)         | 75.                         |
| 206                         | Fien Delbaere (BEL)           | DNF                         |

| Servetto-Piumate-Beltrami TSA SER | Servetto-Piumate-Beltrami TSA SER | Servetto-Piumate-Beltrami TSA SER |
| --------------------------------- | --------------------------------- | --------------------------------- |
| Nr.                               | Rytter                            | Placering                         |
| 211                               | Kseniya Dobrynina (RUS)           | DNF                               |
| 212                               | Francesca Balducci (ITA)          | DNF                               |
| 213                               | Mónika Király (HUN)               | DNF                               |
| 214                               | Anna Potokina (RUS)               | 86.                               |
| 215                               | Aleksandra Goncharova (RUS)       | DNF                               |

| Bepink BPK | Bepink BPK              | Bepink BPK |
| ---------- | ----------------------- | ---------- |
| Nr.        | Rytter                  | Placering  |
| 221        | Tatiana Guderzo (ITA)   | 36.        |
| 222        | Silvia Valsecchi (ITA)  | DNF        |
| 223        | Francesca Pattaro (ITA) | DNF        |
| 224        | Nicole Steigenga (NED)  | DNF        |
| 225        | Katia Ragusa (ITA)      | 62.        |
| 226        | Chiara Perini (ITA)     | DNF        |

| Hitec Products-Birk Sport HPU | Hitec Products-Birk Sport HPU  | Hitec Products-Birk Sport HPU |
| ----------------------------- | ------------------------------ | ----------------------------- |
| Nr.                           | Rytter                         | Placering                     |
| 231                           | Pernille Larsen Feldmann (NOR) | DNF                           |
| 232                           | Vita Heine (NOR) (landevej)    | 18.                           |
| 233                           | Ingrid Lorvik (NOR)            | 82.                           |
| 234                           | Julie Meyer Solvang (NOR)      | DNF                           |
| 235                           | Chanella Stougje (NED)         | DNF                           |
| 236                           | Marta Tagliaferro (ITA)        | DNF                           |